# Lucinda Nogueira Persona
Lucinda Nogueira Persona, ( Arapongas - Paraíba , 11 de Março de 1947), é uma Escritora, Bióloga, Poetisa e  Professora. Possui a cadeira n°04 na Academia Mato-Grossense de Letras, sendo eleita no dia  02 de agosto de 2014, tomando posse no dia 30 de setembro do mesmo ano.

## Biografia
Filha de mineiros (Simão Nogueira e Maria de Souza Nogueira), Lucinda Nogueira é uma escritora originalmente nascida em Arapongas - paraíba, nasceu em 11/04/1947 e viveu sua infância e adolescência na região de Marialva - PR, possui naturalidade em Arapongas - Paraná. Atualmente reside em Cuiabá - MT desde 1965.
Iniciou sua carreira literária nos anos 90 e foi membro da academia mato-grossense de letras. Além de poeta foi professora, autora de livros infanto-juvenis, contos, crônicas e contribuiu com artigos e resenhas na imprensa mato-grossense.

## Formação acadêmica
Sua formação consiste nos cursos de Biologia, graduada pela UFMT (Universidade federal de Mato grosso - em 1970), Política Educacional e Legislação do Ensino onde se especializou também na UFMT em 1977, se aperfeiçoou fora do Brasil em uma Universidade do Chile na região de Santiago em 1980 e fez mestrado na área de Historiologia e Embriologia na Universidade Federal do Rio de Janeiro em 1981.

## Livros publicados
Ela fez sua estreia no gênero de poesia em 1995 com o livro "Por imenso gosto", suas publicações também consistiram nas obras:
- "Ser cotidiano" de 1998.
- "Sopa escaldante" de 2001.
- "Leito de acaso" de 2004.
- "Tempo comum" de 2009.
- "Entre uma noite e outra" de 2014.
- "O passo do instante' de 2019.

## Literatura Infantil
- "Ele era de outro mundo" de 1997.
- "A cidade sem sol" de 2000.
- participação em antologias
- Na margem esquerda do rio: contos de fim de século. 2002. - Contos
- Fragmentos da alma mato-grossense. 2003. - Contos e Poesias
- Cada canto tem seu conto. 2004. - Conto

## Participações em Antologias.
- Na margem esquerda do rio: contos de fim de século. 2002. - Contos
- Fragmentos da alma mato-grossense. 2003. - Contos e Poesias
- Cada canto tem seu conto. 2004. - Conto
- Roteiro da poesia brasileira: anos 90. 2011 - Poesia[1]

## Prêmios
- Prêmio Literário Primeiro lugar em Crônicas, Fundação de Cultura e Turismo de Mato Grosso. (1993)
- Prêmio Especial do Júri - concurso Cecília Meireles da União Brasileira de Escritores – UBE, pela obra "Por imenso gosto". (1997)
- Prêmio Literário Autor Mato-grossense Poesia, Fundação de Cultura e Turismo de Mato Grosso. (1998)
- Prêmio Cecília Meireles da União Brasileira de Escritores – UBE, pela obra "Sopa escaldante". (2002)[1]